# Anna Willecke
Anna Willecke (* 1. Januar 1993 in Berlin) ist eine deutsche Schauspielerin.

## Karriere
Anna Willecke spielte erstmals 2010 eine Nebenrolle im Film Das Geheimnis in Siebenbürgen. Es folgte eine Besetzung in dem Film Der Preis, der 2011 auf der Berlinale uraufgeführt wurde. Danach war sie in den Fernsehfilmen Friedrich – Ein deutscher König und Die Schäferin zu sehen. Bekannt wurde sie 2012 durch drei Gastrollen in der Fernsehreihe Tatort. Von Oktober 2013 bis Mai 2014 spielte sie als Lotte Hedelund eine Hauptrolle in der ARD-Telenovela Rote Rosen.
Willecke spricht fließend Englisch und Französisch.

## Filmografie
- 2010: Das Geheimnis in Siebenbürgen (Fernsehfilm)
- 2011: Der Preis
- 2011: Friedrich – Ein deutscher König
- 2011: Die Schäferin (Fernsehfilm)
- 2011: Notruf Hafenkante (Fernsehserie, Episode 6x10)
- 2012: Die Draufgänger (Fernsehserie, Episode 1x03)
- 2012: Tatort – Kinderland
- 2012: Tatort – Dinge, die noch zu tun sind
- 2012: Tatort – Der tiefe Schlaf
- 2013–2014: Rote Rosen (Fernsehserie, 158 Episoden)
- 2014: In aller Freundschaft (Fernsehserie, Episode 17x07)
- 2014: Dating Daisy (Fernsehserie)
- 2015: 5 Satansbraten (Fernsehfilm)